# Colonia 18 de Julio
Colonia 18 de Julio ist eine Ortschaft im Westen Uruguays. 

## Lage
Sie befindet sich auf dem Gebiet des Departamento Salto nahe dem Ostufer des Río Uruguay. Colonia 18 de Julio liegt dabei am Nordostende der Departamento-Hauptstadt Salto. Südöstlich ist Albisu gelegen, nordwestlich Osimani y Llerena.

## Einwohner
Die Einwohnerzahl Colonia 18 de Julios beträgt 750 (Stand: 2011), davon 371 männliche und 379 weibliche.
| Jahr | Einwohner |
| ---- | --------- |
| 1963 | —         |
| 1975 | —         |
| 1985 | —         |
| 1996 | 398       |
| 2004 | 706       |
| 2011 | 750       |

Quelle: Instituto Nacional de Estadística de Uruguay

## Söhne und Töchter des Ortes
- Ángelo Gabrielli (* 1992), Fußballspieler